# Basketball-Superleague (Russland)
Die Basketball-Superleague (Russisch: Баскетбольная суперлига) ist eine Basketballliga in Russland. Hinter der VTB United League ist sie die zweithöchste Spielklasse für russische Vereinsmannschaften.

## Geschichte
Bis 2010 stellte sie die höchste Spielklasse Russlands dar. Nach dem Bekanntwerden eines Manipulationsskandals, in den Offizielle des russischen Basketballverbandes verwickelt waren, traten im Juni 2010 zehn Mannschaften aus der Superleague A der Herren aus, um die unabhängige Professionalnaja Basketbolnaja Liga zu gründen. Die Unterteilung der Superleague der Herren nach Divisionen wurde daraufhin aufgelöst. Bei den Frauen blieb die Superleague bis zur Saison 2011/12 als höchste Spielklasse erhalten. Ab der Saison 2012/13 wurde die Premier-Liga als höchste Spielklasse bei den Frauen eingeführt. Die Superleague blieb bei Männern und Frauen die zweithöchste Spielklasse.

## Sieger der Superleague

### Herren
höchste Spielklasse:
| - 1992: ZSKA Moskau - 1993: ZSKA Moskau - 1994: ZSKA Moskau - 1995: ZSKA Moskau - 1996: ZSKA Moskau - 1997: ZSKA Moskau - 1998: ZSKA Moskau | - 1999: ZSKA Moskau - 2000: ZSKA Moskau - 2001: Ural Great Perm - 2002: Ural Great Perm - 2003: ZSKA Moskau - 2004: ZSKA Moskau | - 2005: ZSKA Moskau - 2006: ZSKA Moskau - 2007: ZSKA Moskau - 2008: ZSKA Moskau - 2009: ZSKA Moskau - 2010: ZSKA Moskau |

zweithöchste Spielklasse:
| - 2011: Spartak Primorje - 2012: BK Ural Jekaterinburg - 2013: BK Ural Jekaterinburg - 2014: Awtodor Saratow - 2015: BK Nowosibirsk - 2016: PSK Sakhalin - 2017: Universitet Yugra Surgut - 2018: Spartak Primorje |

### Damen
höchste Spielklasse:
| - 1992: ZSKA Moskau - 1993: ZSKA Moskau - 1994: ZSKA Moskau - 1995: ZSKA Moskau - 1996: ZSKA Moskau - 1997: ZSKA Moskau - 1998: Dynamo Moskau - 1999: Dynamo Moskau | - 2000: Dynamo Moskau - 2001: Dynamo Moskau - 2002: UGMK Jekaterinburg - 2003: UGMK Jekaterinburg - 2004: ZSKA Samara - 2005: ZSKA Samara - 2006: ZSKA Samara - 2007: Sparta&K Widnoje | - 2008: Sparta&K Widnoje - 2009: UGMK Jekaterinburg - 2010: UGMK Jekaterinburg - 2011: UGMK Jekaterinburg - 2012: UGMK Jekaterinburg - 2013: UGMK Jekaterinburg - 2014: UGMK Jekaterinburg - 2015: UGMK Jekaterinburg | - 2016: UGMK Jekaterinburg - 2017: UGMK Jekaterinburg - 2018: UGMK Jekaterinburg - 2019: UGMK Jekaterinburg |